# Vlaardingen Oost (bedrijf)
Vlaardingen Oost was een overslag- en scheepsreparatiebedrijf dat van 1919 tot 2004 in Vlaardingen heeft bestaan.

## Oorsprong
Kort na de eeuwwisseling van 19e-20e eeuw werd ook het oostelijke gebied van de voormalige vissersstad Vlaardingen onderdeel van de Rotterdamse havenexpansie. In 1913 kocht de scheepswerf Vulcaan te Stettin een opgespoten terrein in Vlaardingen oost aan om daar een overslagbedrijf te vestigen. In 1919 ging dit over aan de te Rotterdam gevestigde Handels- en Transportmaatschappij Vulcaan die het in 1919 onderbracht in een aparte nv, Havenbedrijf Vlaardingen Oost (HVO). Het gebied werd verder ontwikkeld, in 1923 kwam een eigen Vulcaanhaven tot stand. 

## Scheepsreparatie
Spoedig na de oprichting van het overslagbedrijf werd duidelijk dat de aanleggende schepen ook behoefte hadden aan een reparatiefaciliteit ter plaatse. Er was al een werkplaats voor het onderhoud van de grijpers en voor het onderhoud aan de laadbruggen, waarvoor in 1925 een loods van een failliet bedrijf was overgenomen. In 1929 startte het Havenbedrijf dan ook met een afdeling scheepsreparatie die zich beperkte tot zogeheten bovenwaterwerk, reisreparaties. De afdeling die constructiewerk uitvoerde breidde zich uit met ook nieuwbouw van onder meer overslaginstallaties, bruggen en opslagtanks. 

## Op- en neergang
In de wederopbouwperiode groeide Vlaardingen Oost mee en werd de afdeling scheepsreparatie flink uitgebreid. In 1951 kwam er een dwarshelling met een hefcapaciteit van 3500 ton, oorspronkelijk met een lengte van 100 meter, later verlengd tot 125 meter en vervolgens een afbouwkade en een scheepsbouwloods. Begin jaren zestig werden de oude constructiehallen vervangen door nieuwe. In 1969 werd de werf Figee te Vlaardingen overgenomen waardoor de capaciteit werd uitgebreid met 2 drijvende dokken. In 1970 nam het Rotterdamse stuwadoorsbedrijf Frans Swarttouw Vlaardingen Oost over: de overslag werd geïntegreerd met Swarttouw, de andere activiteiten gingen verder onder de naam HVO. 
Op eigen kracht lukte het niet helemaal in de moeilijke jaren zeventig. In 1977 ontstond er, met een aanzienlijke steun van Thyssen-Bornemisza, een afgeslankt bedrijf: Vlaardingen Oost Bedrijven (VOB) BV. Er volgde weer enige expansie. Zo werd in 1981 een ketting- en ankerfabriek toegevoegd, een voortzetting van het in 1931 in Schiedam gevestigde bedrijf van Th. M. Verhoef. De Anker-Kettingfabriek Schiedam werd in 1982 ondergebracht in een nieuw onderkomen in Vlaardingen onder de naam Vlaardingen Oost Anker- en Kettingfabriek BV. 
In 1987 kwam er weer een nieuwe eigenaar, het nabije Wilton-Fijenoord", maar deze bleek een tijdelijke beheerder. In 1988 vroeg de nieuwe eigenaar al uitstel van betaling aan voor VOB waar toen 431 mensen werkten. In 1992 nam Damen Shipyards Group Vlaardingen Oost over om het bedrijf uiteindelijk met andere reparatiewerven te combineren tot Damen Verolme Rotterdam wat in 2004 het einde betekende.